# دشتک (آوج)
دشتک، روستایی از توابع بخش مرکزی شهرستان آوج در استان قزوین ایران است.

## جمعیت
این روستا در دهستان حصار ولیعصر قرار دارد و براساس سرشماری مرکز آمار ایران در سال ۱۳۹۵، جمعیت آن ۲٬۲۶۵ نفر (۳۵۰خانوار) بوده است، که از این نظر دومین روستای بزرگ و پرجمعیت شهرستان آوج است. زبان اهالی روستا مانند نواحی اطراف ترکی است.